# عشرة أيام في مستشفى المجانين
عشرة أيام في مستشفى المجانين هو كتاب للصحفية الأمريكية نيلي بلاي. في البداية نشر الكتاب على شكل سلسلة من المقالات في مجلة  نيويورك ورلد. بعد ذلك قامت بلاي في وقت لاحق بجمع المقالات في كتاب، وتم نشرها من قبل لان مونرو في مدينة نيويورك في عام 1887 .
الكتاب يستند إلى مقالات كتبت عندما كانت بلاي صحفية متخفية، بدأت القصة عندما تظاهرت بلاي بالجنون  في مأوى السيدات، بحيث تكون بشكل لا إرادي ملزمة بدخول مستشفى المجانين. وقامت بالتحقيق وكتبت  تقارير عن الوحشية والإهمال اللتان تحدثان في مستشفى المجانين الخاص بالنساء علىجزيرة بلاكويل.
الكتاب تلقى اشادة من النقاد في ذلك الوقت. وأصبحت حديث الصحافة مما أدى إلى جلب الشهرة لها وجعلت هيئة المحلفين الكبرى تقوم بالتحقيق وأيضًا قامت بزيادة الأموال في الإدارة العامة للجمعيات الخيرية والمؤسسات الإصلاحية.

## البحث

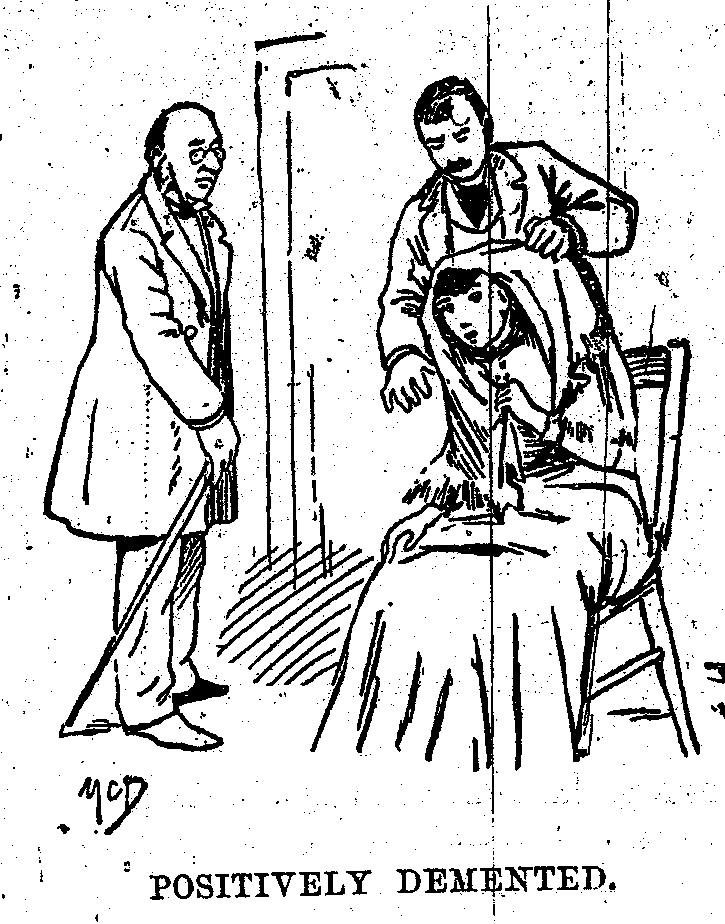
مجنون بشكل إيجابي

بلاي تركتارسال بيتبرغ (وهي مجلة كانت مشهورة انذاك) في مدينة نيويورك وذلك في عام 1887 . أفلست المجلة بعد أربعة أشهر، وأخذت طريقها نحو مكتب الصحفي جوزيف بوليتزر الذي قادها إلى مجلةنيويورك ورلد، وبدأت العمل في مجال الصحافة المتخفية، وبالتالي وافقت على اختلاق الجنون للتحقيق  عن وحشية والإهمال التي تواجه المرأة في مستشفى المجانين.
في بادئ ألامر قضت ليلة في تجربة تعابير الجنون أمام المرآة، لكي تتقن الجنون، فبدأت في تفحص المنزل وكما أنها لم تره من قبل ورفضت الذهاب إلى السرير، وقالت للأشخاص أنها  خائفة منهم وأن لهم تعابير مخيفة، بعدها سرعان ما قرروا أنها «مجنونة» و  في صباح اليوم التالي استدعوا الشرطة وأقتيدت إلى قاعة المحكمة، زعمت أنها أصيبت بفقدان الذاكرة. واستخلص القاضي إلى أنها قد تم تخديرها.
العديد من الأطباء قاموا بفحصها، وأعلنوا أنها مجنونة، قال أحدهم: «أن لها جنونًا إيجابيًا أي لا ضرر كبير عليها»، وقال آخر: «أنا أعتبر أنها حالة ميؤوس منها و أنها تحتاج إلى أن توضع في مكان بحيث يقوم أحدهم بالاعتناء بها»  وقال رئيس جناح الجنون في مستشفى بلفيو بشكل واضح لها: «بلا شك مجنونة». سميت حالتها «بالفتاة المجنونة الجميلة» وجذبت اهتمام وسائل الإعلام وبدأت التساولات عن هذه الفتاة المجنونة، مجلةنيويورك تايمز كتبت عنها بأنها: الزوجة الغامضة  مع قولهم بأنها تحمل نظرة برّية ومرعبة في عينيها وصرخة يائسة تقول فيها: «أنا لا أستطيع أن أتذكر أنا لا أتذكر.»

ألزمت بلاي بالذهاب إلى مستشفى المجانين وهذا ما سعت إليه، وشهدت ظروف يرثى لها، فكان الغذاء يتكون من عصيدة المرق مع قطع من لحم البقر تكاد لا ترى والخبز الذي كان عباره عن عجين مجفف والقذارة التي في المياه مما تجعلها غير صالحة للشرب. وكانوا يقومون بربط المرضى الخطيرين ببعضهم البعض بالحبال، وكان على المرضى الجلوس وقت طويل كل يوم على مقاعد قاسية جدًا مع حماية قليلة من البرد، وكانت النفايات في جميع أنحاء أماكن تناول الطعام، الفئران كانت منتشرة في جميع أنحاء المستشفى، مياه الحمام كان باردة بشدة، وكانوا يستخدمون الدلاء لسكب الماء على رؤوسهم، وكان تصرف الممرضات بغيض جدًا، وكنّ يقلنّ للمرضى اصمت وكلمات نابية أخرى وضربهم إذا لم يفعلوا ما قالوا لهم. وعندما تحدثت مع المرضى الآخرين أقتنعت  بأن بعضهم كان عاقلاً  كما كانت هي تمامًا. و على أثر تجربتها كتبت:
ما الذي قد تتوقعه من التعذيب؟ إن النساء يتم إرسالهم إلى هنا من إجل الشفاء ولكنهم يلاقينّ ما يناقض ذلك بشكل كامل. أثبت لي هؤلاء الاطباء أن لهم القدرة على تحويل العاقل إلى مجنون فهم يقومون بالإغلاق على المرأة ويجعلونها تجلس من الساعة 6 صباحًا حتى الساعة 8 مساء، ولا يسمح لها  بالتكلم أو التحرك خلال هذه الساعات، ولا يسمحوا لها بالقراءة  أو حتى التعرف على أي أمر يحدث في هذا العالم، فتلخص الحياة اليومية لهذه النساء بالنوم والطعام السيئ والمعاملة القاسية، فقط قدم للنساء هذه الأمور وأنظر كم من الوقت سيستغرق لجعلها مجنونة. فقط شهرين سيجعلان حالتها العقلية والجسدية عبارة عن حطام.

«أسناني اصطكت وأطرافي كانت زرقاء اللون بسبب البرد القارس. وبعدها بشكل مفاجئ حصلت على واحدة بعد الأخرى، ثلاث دلاء من الماء فوق رأسي - الماء المثلج أيضا - كان في عيني وأذني وأنفي وفمي.»

بعد عشرة أيام، قام المركز بإخراج بلاي،  وتم نشر تقريرها في بادئ الأمر في مجلةنيويورك ورلد و الذي صدر في وقت لاحق على شكل كتاب أثار ضجة كبيرة وجلبت لها شهرة كبيرة.

## استقبال
في حين كان الأطباء والموظفين يعملون على كيفية حل طريقة خداعها لكل هؤلاء المحترفين في مجالهم، قامت هيئة المحلفين الكبرى بإطلاق تحقيق خاص بمساعدة  بلاي،  تقريرها جعل لجنة التحكيم  تقدم 850,000 دولار زيادة في ميزانية الإدارة العامة  للجمعيات الخيرية  والمؤسسات الإصلاحية، وأيضًا هيئة المحلفين رفعت من احترافية الفحص فأصبحت أكثر دقة فلا يدخل إلى مستشفى المجانين إلا المصابين بأمراض خطيرة وحالتهم مستعصية.

## الفيلم
تم إصدار فيلم من كتاب عشرة أيام في مستشفى المجانين وهو من تأليف وإخراج تيموثي هاينز  بطولةكارولين باري و كريستوفر لامبرت و كيلي لي بروك وجوليا شانتري، وصدر الفيلم في عام 2015 من شركة صور بيندراجون.

## وصلات خارجية
- Nellie Bly (1887). Ten Days in a Mad-House. Ian L. Munro. مؤرشف من الأصل في 2019-10-19. نشرت «المتنوعة الرسومات: أحاول أن أكون خادما»، و «نيللي بلي الأبيض الرقيق».
- كتاب الصوت في مشروع غوتنبرغ
- عشرة أيام في مستشفى المجانين على موقع الموسوعة البريطانية (الإنجليزية)